# 陈希云
陈希云（1902年1月14日—1957年2月6日），湖南省茶陵县秩堂乡墨荘村人，中华人民共和国政治人物。

## 生平
1927年参加湖南农民运动，并担任秩堂乡农会会长。1929年，加入中国共产党，1930年，担任中共茶陵县委委员。之后担任湘赣省苏维埃政府银行行长、财政部长，中央湘赣省省委委员。此后加入中国工农红军红六军团17师供给部长兼政治委员，军团供给部部长、湘鄂川黔省革命委员会财政部长、红二方面军供给部部长兼政治委员。随部参加长征。抗日战争期间，担任八路军120师供给处处长。供给部部长，后勤部部长，后任晋绥行署财政处处长，财经委员会副主任、兼晋绥军区后勤部部长。第二次国共内战期间，担任晋绥军区后勤部部长，西北军区后勤部部长。1950年，改任西南军区后勤部部长、西南军政委员会财经委员会副主任兼财政部部长。1952年，任中华人民共和国粮食部副部长。因患胆囊癌久治无效，于1957年2月6日下午2时40分在北京协和医院逝世，享年54岁。死后葬于八宝山革命公墓。